# Ionuț Sibinescu
Ionuț Sibinescu (n. 14 mai 1980) este un senator român, ales în 2016. 